# 1923年のスポーツ

## 総合競技大会
- 第1回国際学生競技大会（フランス・パリ・5月3日～6日）
- 第6回極東選手権競技大会（日本・大阪・5月21日～26日）

## アメリカンフットボール
- NFL優勝:カントン・ブルドッグス

## 大相撲
1月（春場所開始直前）に、三河島事件と呼ばれる騒擾がおきる。警視総監が乗り出して調停が行われたが、横綱大錦卯一郎がその責任を感じて場所前に廃業した。
また、その結果、夏場所から本場所が11日間になった。
優勝掲額者
- 春（1月26日初日）:東張出横綱 栃木山守也（8勝1敗1分）
- 夏（5月11日初日）:西大関 常ノ花寛市（9勝1敗1預）

優勝旗手
- 春:西関脇 太刀光電右エ門（7勝1敗1分1休）
- 夏:東前頭16枚目 大蛇山酉之助（9勝1敗1休）

## ゴルフ

### 世界4大大会（男子）
- 全米オープン優勝者：ボビー・ジョーンズ（アメリカ）
- 全英オープン優勝者：アーサー・ヘイバース（イギリス）

［全米プロゴルフ優勝者：ジーン・サラゼン（アメリカ）］

## 自転車競技

### ロードレース
- 第11回ジロ・デ・イタリア

総合優勝：コスタンテ・ジラルデンゴ（イタリア）
- 第17回ツール・ド・フランス

総合優勝：アンリ・ペリシエ（フランス）

## テニス

### グランドスラム
- 全豪選手権　男子単優勝：パット・オハラウッド（オーストラリア）、女子単優勝：マーガレット・モールズワース（オーストラリア）
- 全仏選手権　男子単優勝：フランソワ・ブランシー（フランス）、女子単優勝：スザンヌ・ランラン（フランス）
- ウィンブルドン　男子単優勝：ビル・ジョンストン（アメリカ）、女子単優勝：スザンヌ・ランラン（フランス）
- 全米選手権　男子単優勝：ビル・チルデン（アメリカ）、女子単優勝：ヘレン・ウィルス（アメリカ）

## 野球

### 日本

#### 大学野球
五大学リーグ
- 春 - 早明の接戦の末、早大が優勝。
- 秋 - 関東大震災によりリーグ戦の開幕は11月1日に延期。

#### 中等野球
- 第9回全国中等学校優勝野球大会決勝（鳴尾球場・8月20日）
甲陽学院中（兵庫県） 5-2 和歌山中（和歌山県）

### アメリカ大リーグ
- ワールドシリーズ
ニューヨーク・ヤンキース（ア・リーグ） （4勝2敗） ニューヨーク・ジャイアンツ（ナ・リーグ）

## ラグビー
- 第1回早明戦を行う（早大戸塚グラウンド、早42 - 明3）

## 誕生
- 1月3日 - ハンク・ストラム（アメリカ、アメリカンフットボール）
- 1月23日 - ホーレス・アシェンフェルター（アメリカ、陸上競技）
- 3月11日 - ルイーズ・ブラフ（アメリカ、テニス）
- 4月30日 - 鏡里喜代治（青森県、相撲、+2004年）
- 5月27日 - 真田重蔵（和歌山県、野球、+1994年）
- 6月4日 - 大山倍達（東京都、空手、+1994年）
- 7月8日 - ハリソン・ディラード（アメリカ、陸上競技）
- 7月27日 - レイ・ブーン（アメリカ、野球、+2004年）
- 8月28日 - 蔦文也（徳島県、野球、+2001年）
- 8月30日 - ビック・セイシャス（アメリカ、テニス）
- 9月1日 - ロッキー・マルシアノ（アメリカ、ボクシング、+1969年）
- 9月7日 - ルイーズ・サグス（アメリカ、ゴルフ）
- 10月3日 - ロバート・フィッツジェラルド（アメリカ、スピードスケート）
- 11月9日 - アリス・コーチマン（アメリカ、陸上競技）
- 11月23日 - 白井義男（東京都、ボクシング、+2003年）

## 死去
- 1月1日 - ウィリー・キーラー（アメリカ、野球、*1872年）
- 1月17日 - 板倉勝宣（東京都、登山家、*1897年）